# Polyboea
Polyboea is een geslacht van spinnen uit de  familie van de kraamwebspinnen (Pisauridae).

## Soorten
- Polyboea vulpina Thorell, 1895
- Polyboea zonaformis (Wang, 1993)